# Behandlungswunsch
Ein Behandlungswunsch ist eine vorsorgliche Willensbekundung über Art, Umfang und Dauer sowie die Umstände einer Behandlung, die nicht die Voraussetzungen einer Patientenverfügung erfüllt (§ 1901a Abs. 2, § 1901 Abs. 3 BGB).
Behandlungswünsche im Sinne des § 1901 a Abs. 2 BGB können etwa alle Äußerungen eines Betroffenen sein, die Festlegungen für eine konkrete Lebens- und Behandlungssituation enthalten, aber nicht schriftlich abgefasst wurden, keine antizipierenden Entscheidungen treffen oder von einem minderjährigen Betroffenen verfasst wurden. Auch eine Patientenverfügung, die nicht sicher auf die aktuelle Lebens- und Behandlungssituation des Betroffenen passt und deshalb keine unmittelbare Wirkung entfaltet, kann als Behandlungswunsch Berücksichtigung finden.

## Bedeutung im Betreuungsrecht
Liegt eine Willensbekundung des Betroffenen vor, bindet sie als Ausdruck des fortwirkenden Selbstbestimmungsrechts den Betreuer. Der Wille des Patienten muss stets beachtet werden, unabhängig von der Form, in der er geäußert wird.
Im Fall einer wirksamen Patientenverfügung obliegt es dem Betreuer, den in der Patientenverfügung niedergelegten Willen des Betroffenen gegenüber dem behandelnden Arzt zum Ausdruck zu bringen und ihm Geltung zu verschaffen (§ 1901a Abs. 1 Satz 2, § 1901 Abs. 3  BGB).
Wenn nicht sämtliche Voraussetzungen einer wirksamen Patientenverfügung vorliegen oder die Patientenverfügung nicht auf die konkret eingetretene Lebens- und Behandlungssituation zutrifft, kommt es auf die Behandlungswünsche oder den mutmaßlichen Willen des Betroffenen an (§ 1901a Abs. 2 BGB). Dieser ist in einem Gespräch zwischen Arzt und Betreuer gem. § 1901b BGB zu ermitteln.
Können Arzt und Betreuer kein Einvernehmen darüber herstellen, dass eine Behandlungsmaßnahme dem nach § 1901a festgestellten Willen des Betreuten entspricht, ist gem. § 1904 Abs. 2, § 1901a Abs. 2 BGB eine Genehmigung des Betreuungsgerichts erforderlich, wenn die Maßnahme medizinisch angezeigt ist und die begründete Gefahr besteht, dass der Betreute auf Grund des Unterbleibens oder des Abbruchs der Maßnahme stirbt.
Damit soll nach dem Willen des Gesetzgebers im Dritten Gesetz zur Änderung des Betreuungsrechts von 2009 sichergestellt sein, dass eine gerichtliche Genehmigung nur in Konfliktfällen erforderlich ist. Liegt kein Verdacht auf einen Missbrauch vor, soll die Umsetzung des Patientenwillens nicht durch ein sich gegebenenfalls durch mehrere Instanzen hinziehendes betreuungsgerichtliches Verfahren belastet werden. Auch im Fall eines Einvernehmens kann indessen eine gerichtliche Genehmigung beantragt werden, um die Entscheidung des Betreuers in einem justizförmigen Verfahren zu legitimieren und ihn subjektiv zu entlasten sowie seine Entscheidung objektiv anderen Beteiligten zu vermitteln und ihn vor dem Risiko einer abweichenden strafrechtlichen ex-post-Beurteilung zu schützen.

## Weitere Bedeutungen
Außerhalb des Betreuungsrechts kann der Behandlungswunsch ein Indikator für die Motivation eines Patienten zu einer bestimmten Behandlung sein bzw. eine bestimmte Erwartungshaltung ausdrücken (Patientenbegehren), im Rahmen einer Dysmorphophobie oder des Münchhausen-Syndroms auch krankhaft übersteigert.

### Hepatitis-C-Behandlung
Die Frage nach dem Ausmaß eines Behandlungswunsches kann dazu dienen, die Wertigkeit von Symptomen für den Patienten zu eruieren bzw. (nach umfassender Aufklärung) die Motivation für eine Behandlung abzuschätzen. Das Ausmaß der Motivation kann in der Praxis über die Terminvergabe „abgeklärt“ werden: So erhalten beispielsweise Patienten mit einer Hepatitis C und einem intravenösen Substanzkonsum in der Vorgeschichte den Termin für den Erstkontakt in einigen Wochen. Bei jenen Patienten, die dann auch erscheinen, wird in den meisten Behandlungszentren (soweit keine weiteren Kontraindikationen bestehen) davon ausgegangen, dass sie sich der körperlich und psychisch belastenden Therapie ausreichend lange unterziehen werden. Ein starker Behandlungswunsch wird somit als wichtigster prognostischer Faktor für einen Behandlungserfolg betrachtet.

### Akzeptanz von Chemotherapien
In einer viel zitierten Studie von Slevin u. a. (1990) wurde untersucht, wie groß die Heilungsaussichten, die Lebensverlängerung und die Reduktion unangenehmer Symptome sein müssten, um eine sehr belastende oder weniger belastende Chemotherapie zu wählen. Zusammengefasst zeigte sich, dass die Patienten im Gegensatz zu den behandelnden Onkologen, noch mehr zu den behandelnden Hausärzten, am meisten aber im Gegensatz zu betreuendem Pflegepersonal und Gesunden „nach jedem Strohhalm“ greifen würden.

### Antibiotika bei banalen Infekten
Obwohl Antibiotika ausschließlich gegen Bakterien einsetzbar sind und bei banalen viralen Infekten keinerlei Wirksamkeit haben –  eine Tatsache, auf die seit Jahrzehnten hingewiesen wird – glauben viele Patienten, ihre Beschwerden durch deren Einnahme lindern zu können. An dieser Einstellung hat sich in den letzten Jahren wohl generell, zumindest aber nachgewiesenermaßen nach einem Aufklärungsprogramm in Neuseeland, nichts geändert. Obwohl sich die Gruppen weder bezüglich der Anzahl der Krankheits-, Fieber- und Krankenstandstage unterschieden, glaubten die Patienten, die ein Antibiotikum bekommen hatten, dass dieses geholfen habe und gaben an, auch eine nächste ähnliche Episode medizinisch behandeln zu lassen. Dieser Effekt ist wohl auch dem allgemeinen Ruf von Antibiotika zu verdanken. Sie gelten als starke und hochgradig wirksame Medikamente, was sich wohl werbewirksam in vielen Köpfen festgesetzt hat.